# Žďár u Kumburku
Žďár u Kumburku je malá vesnice, část obce Syřenov v okrese Semily. Nachází se asi dva kilometry západně od Syřenova. Žďár u Kumburku je také název katastrálního území o rozloze 0,98 km².

## Historie
První písemná zmínka o vesnici pochází z roku 1375.